# Guy Ligier
Guy Ligier, francoski dirkač Formule 1 in ustanovitelj moštva Ligier, * 12. julij 1930, Vichy, Francija, † 23. avgust 2015.
Debitiral je v sezoni 1966, ko je na šestih dirkah kot najboljši rezultat kariere dosegel deveto mesto na dirki za Veliko nagrado Nizozemske. V naslednji sezoni 1967 je nastopil na sedmih dirkah in na dirki za Veliko nagrado Nemčije je s šestim mestom dosegel svojo edini uvrstitev med dobitnike točk v karieri. Po koncu sezone 1967 se je upokojil kot dirkač Formule 1, toda bolj kot dirkač je znan kot ustanovitelj in dolgoletni lastnik nekdanjega moštva Formule 1 Ligier, ki je v enaindvajsetih sezonah doseglo devet zmag. Po sezoni 1996 je moštvo prodal Flaviu Briatoreju.

## Popolni rezultati Formule 1
(legenda) (odebeljene dirke pomenijo najboljši štartni položaj, poševne pa najhitrejši krog, †-uvrščen kljub odstopu)
| Leto | Moštvo     | Šasija       | Motor        | 1      | 2      | 3      | 4      | 5      | 6       | 7     | 8   | 9       | 10      | 11     | Prv | Toč |
| ---- | ---------- | ------------ | ------------ | ------ | ------ | ------ | ------ | ------ | ------- | ----- | --- | ------- | ------- | ------ | --- | --- |
| 1966 | Guy Ligier | Cooper T81   | Maserati V12 | MON NC | BEL NC | FRA NC | VB 10  | NIZ 9  | NEM DNS | ITA   | ZDA | MEH     |         |        | -   | 0   |
| 1967 | Guy Ligier | Cooper T81   | Maserati V12 | JAR    | MON    | NIZ    | BEL 10 | FRA NC |         |       |     |         |         |        | 19. | 1   |
| 1967 | Guy Ligier | Brabham BT20 | Repco V8     |        |        |        |        |        | VB 10   | NEM 6 | KAN | ITA Ret | ZDA Ret | MEH 11 | 19. | 1   |